# Хандорф
Хандорф (њем. Handorf) општина је у њемачкој савезној држави Доња Саксонија. Једно је од 43 општинска средишта округа Линебург. Према процјени из 2010. у општини је живјело 2.024 становника. Посједује регионалну шифру (AGS) 3355017.

## Географски и демографски подаци
Хандорф се налази у савезној држави Доња Саксонија у округу Линебург. Општина се налази на надморској висини од 3 метра. Површина општине износи 9,9 km². У самом мјесту је, према процјени из 2010. године, живјело 2.024 становника. Просјечна густина становништва износи 205 становника/km².